# Wilhelm Pohl
Wilhelm Pohl (12. března 1854 Mohelnice – 15. prosince 1908 Mohelnice), byl rakouský podnikatel a politik německé národnosti z Moravy; poslanec Moravského zemského sněmu.

## Biografie
Profesí byl továrníkem. Měl titul císařského rady. Po absolvování studií se věnoval dráze obchodníka a průmyslníka. Roku 1877 nastoupil jako prokurista do firmy Gessner Pohl & Comp., kterou založil roku 1847 jeho otec. V roce 1886 se stal jejím obchodním společníkem. Byl i veřejně a politicky aktivní. Po dvacet let zasedal v obecním zastupitelstvu v Mohelnici a po třináct let byl členem okresní školní rady. Získal čestné občanství Mohelnice a Litovle.
Koncem 19. století se zapojil i do vysoké politiky. V doplňovacích zemských volbách 30. října 1895 (poté co zemřel poslanec Bruno Steinbrecher) byl zvolen na Moravský zemský sněm, kde zastupoval kurii měst, obvod Mohelnice, Úsov, Litovel, Loštice. Mandát zde obhájil i v řádných zemských volbách v roce 1896 a zemských volbách v roce 1902. V roce 1895 se uvádí jako německý liberální kandidát (tzv. Německá pokroková strana navazující na ústavověrný politický proud s liberální a centralistickou orientací). Stejně tak ve volbách roku 1896 je řazen mezi německé svobodomyslné. Do voleb roku 1902 šel za Německou pokrokovou stranu, ovšem coby společný kandidát Německé pokrokové strany a Německé lidové strany.
Zemřel v prosinci 1908 ve věku 55 let. V poslední době trpěl onemocněním srdce a ledvin.